# Бахрейн (аеропорт)
Міжнародний аеропорт Бахрейн (IATA: BAH, ICAO: OBBI) (араб. مطار البحرين الدوليمطار البحرين الدولي) — найбільший аеропорт Бахрейну, розташований на острові Мухаррак, за 7 км від столиці країни міста Манама. Основний хаб авіакомпанії Gulf Air. Пасажиропотік — 8,5 млн осіб (у 2015 році).

## Історія
Перший комерційний літак приземлився в Бахрейні в 1932 році, він виконував рейс Лондон—Делі. Під час Другої світової війни аеропорт використовувався ВПС США.
З кінця війни і до оголошення незалежності в 1971 році аеропорт використовувався ВПС Великої Британії. У 1976 році з рейсу авіакомпанії British Airlines Лондон — Бахрейн почалася комерційна експлуатація Конкордів.
Аеропорт розширювався в 1976 і 1994 роках, коли був побудований новий термінал вартістю $100 млн, розрахований на 10 млн пасажирів в рік.

## Статистика

### Пасажиропотік
| | Пасажири  | Зміни з попереднього року | Кількість рейсів | Зміни з попереднього року | Вантаж (метричні тонни) | Зміни з попереднього року |
| --- | --------- | ------------------------- | ---------------- | ------------------------- | ----------------------- | ------------------------- |
| 2005 | 5,581,503 | ▲ 8.50%                   | 73,891           | ▲ 1.88%                   | 334,832                 | ▲10.91%                   |
| 2006 | 6,696,025 | ▲19.97%                   | 80,538           | ▲ 9.00%                   | 357,277                 | ▲ 6.70%                   |
| 2007 | 7,320,039 | ▲ 9.32%                   | 87,417           | ▲ 8.54%                   | 385,278                 | ▲ 7.84%                   |
| 2008 | 8,758,068 | ▲19.65%                   | 101,203          | ▲17.77%                   | 369,822                 | ▼ 4.01%                   |
| 2009 | 9,053,631 | ▲ 3.37%                   | 103,727          | ▲ 2.49%                   | 342,734                 | ▼ 7.32%()                 |
| 2010 | 8,898,197 | ▼ 1.72%                   | 106,355          | ▲ 2.53%                   | 329,937                 | ▼ 3.73%                   |
| 2011 | 7,793,527 | ▼12.41%                   | 102,068          | ▼ 4.03%                   | 292,147                 | ▼11.45%                   |
| 2012 | 8,479,266 | ▲ 8.80%                   | 105,931          | ▲ 3.78%                   | 262,386                 | ▼10.19%                   |
| 2013 | 7,371,651 | ▼13.06%                   | 90,837           | ▼ 14.25%                  | 245,145                 | ▼6.57%                    |
| 2014 | 8,102,502 | ▲ 9.91%                   | 96,193           | ▲ 5.90%                   | 219,332                 | ▼10.53%                   |
| 2015 | 8,586,645 | ▲ 5.97%                   | 100,625          | ▲ 4.61%                   | 207,936                 | ▼5.20%                    |
| 2016 | 8,766,151 | ▲ 2.09%                   | 101,345          | ▲ 0.72%                   | 263,956                 | ▲2.94%                    |
| 2017 | 8,477,331 | ▼ 3%                      | 95,966           | ▼ 5%                      | 289,331                 | ▲10%                      |
| 2018 | 9,082,707 | ▲ 7%                      | 96,030           | ▲ 0%                      | 288,235                 | ▲0%                       |
| Джерело: Airports Council International. World Airport Traffic Reports (Роки 2005, 2006, 2007, 2009, 2011, 2012, 2013, 2014 та 2015) |           |                           |                  |                           |                         |                           |

### Популярні маршрути
| Місце | Місто      | Країна            | Кількість рейсів |
| ----- | ---------- | ----------------- | ---------------- |
| 1     | Дубай      | ОАЕ               | 111              |
| 2     | Доха       | Катар             | 87               |
| 3     | Абу-Дабі   | ОАЕ               | 76               |
| 4     | Маскат     | Оман              | 55               |
| 5     | Ель-Кувейт | Кувейт            | 50               |
| 6     | Ер-Ріяд    | Саудівська Аравія | 35               |
| 7     | Джидда     | Саудівська Аравія | 31               |
| 8     | Даммам     | Саудівська Аравія | 30               |
| 9     | Стамбул    | Туреччина         | 24               |
| 10    | Лондон     | Велика Британія   | 21               |
| 11    | Мумбаї     | Індія             | 21               |
| 12    | Амман      | Йорданія          | 20               |
| 13    | Каїр       | Єгипет            | 19               |
| 14    | Франкфурт  | Німеччина         | 15               |